# Hedriodiscus truquii
Hedriodiscus truquii is een vliegensoort uit de familie van de Stratiomyidae. De wetenschappelijke naam van de soort is voor het eerst geldig gepubliceerd in 1859 door Bellardi.